# سترشوو
سترشوو (به لهستانی:  Stryszów) یک روستا در لهستان است که در گمینا سترشوو واقع شده‌است. سترشوو ۲٬۲۰۰ نفر جمعیت دارد.